# Mauro Camoranesi
Mauro Germán Camoranesi Serra, italijanski nogometaš in trener, * 4. oktober 1976, Tandil, Argentina
Po rodu je sicer Argentinec, vendar je zaradi italijanskih prednikov sprejel italijansko državljanstvo. Od leta 2003 do 2010 je bil član italijanske nogometne reprezentance, za katero je debitiral na tekmi s Portugalsko. 
V klubski karieri je nastopal za Santos Laguno in Cruz Azul v Mehiki, za Banfield v Argentini, v Italijo pa je prestopil leta 2000, ko je okrepil Verono. Od leta 2002 do 2010 je bil član Juventusa, s katerim je osvojil tri naslove italijanskega prvaka in dva superpokala. 